# Jennifer Savidge
Jennifer Alyson Savidge (* 6. Juli 1952 in Alameda County, Kalifornien) ist eine US-amerikanische Schauspielerin.

## Leben
Savidge ist bekannt durch ihre Fernsehserienrollen Schwester Lucy Papandrao in Chefarzt Dr. Westphall (1982–1988) und Cmdr. Amy Helfman in JAG – Im Auftrag der Ehre (2000–2005). Sie hatte Auftritte in etlichen weiteren Serien, wie etwa James at 15 (1977), Agentin mit Herz (1983), Unter der Sonne Kaliforniens (1984), Palm Beach-Duo (1992), Superman – Die Abenteuer von Lois & Clark (1994), Ein Strauß Töchter (1992–1996), Star Trek: Deep Space Nine (1997), Beverly Hills, 90210 (1997), Significant Others (1998), Practice – Die Anwälte (2003), Without a Trace – Spurlos verschwunden (2004) und CSI: Den Tätern auf der Spur (2005).
Filme, in denen sie spielte, sind unter anderem Mr. Success (1984), Hochzeitsfieber (1988), Clifford – Das kleine Scheusal (1994), Magic Kid II (1994) und Searching for Sonny (2011).
Savidge ist seit Mai 2001 mit dem Schauspieler Robert Fuller verheiratet. In ihrer ersten Ehe war sie die Ehefrau von Timothy Burns.

## Filmografie (Auswahl)
- 1977: James at 15 (Fernsehserie, eine Folge)
- 1982–1988: Chefarzt Dr. Westphall (St. Elsewhere, Fernsehserie, 62 Folgen)
- 1983: Agentin mit Herz (Scarecrow and Mrs. King, Fernsehserie, eine Folge)
- 1984: Unter der Sonne Kaliforniens (Knots Landing, Fernsehserie, eine Folge)
- 1984: Mr. Success (Fernsehfilm)
- 1984: Anything for Love (Fernsehfilm)
- 1988: Das Doppelleben der Kathy McCormick (The Secret Life of Kathy McCormick, Fernsehfilm)
- 1988: Hochzeitsfieber (Going to the Chapel)
- 1988: Flug ohne Rückkehr (Shootdown, Fernsehfilm)
- 1989: Alles Okay, Corky? (Life Goes On, Fernsehserie, eine Folge)
- 1990: Der Richter aus dem Jenseits (Dark Avenger, Fernsehfilm)
- 1992: Palm Beach-Duo (Silk Stalkings, Fernsehserie, eine Folge)
- 1992: L.A. Law – Staranwälte, Tricks, Prozesse (L.A. Law, Fernsehserie, eine Folge)
- 1992–1996: Ein Strauß Töchter (Sisters, Fernsehserie, drei Folgen)
- 1994: Superman – Die Abenteuer von Lois & Clark (Lois & Clark: The New Adventures of Superman, Fernsehserie, eine Folge)
- 1994: Clifford – Das kleine Scheusal (Clifford)
- 1994: Magic Kid II
- 1995: Tod im Schlafzimmer (If Someone Had Known, Fernsehfilm)
- 1995: Deception – Tödliche Täuschung (True Crime)
- 1996: Pandora’s Clock – Killerviren an Bord der 747 (Pandora’s Clock, Fernsehfilm)
- 1997: Star Trek: Deep Space Nine (Fernsehserie, eine Folge)
- 1997: Besucher aus dem Jenseits – Sie kommen bei Nacht (House of Frankenstein, Fernsehfilm)
- 1997: Beverly Hills, 90210 (Fernsehserie, zwei Folgen)
- 1998: Significant Others (Fernsehserie, drei Folgen)
- 1998: Just Shoot Me – Redaktion durchgeknipst (Just Shoot Me!, Fernsehserie, eine Folge)
- 2000–2005: JAG – Im Auftrag der Ehre (JAG, Fernsehserie, 21 Folgen)
- 2001: Evolution
- 2002: The District – Einsatz in Washington (The District, Fernsehserie, eine Folge)
- 2003: Practice – Die Anwälte (The Practice, Fernsehserie, eine Folge)
- 2004: Without a Trace – Spurlos verschwunden (Without a Trace, Fernsehserie, eine Folge)
- 2005: CSI: Den Tätern auf der Spur (CSI: Crime Scene Investigation, Fernsehserie, eine Folge)
- 2010: Friday Night Lights (Fernsehserie, eine Folge)
- 2011: Searching for Sonny